# Gare d’autocars de Montréal

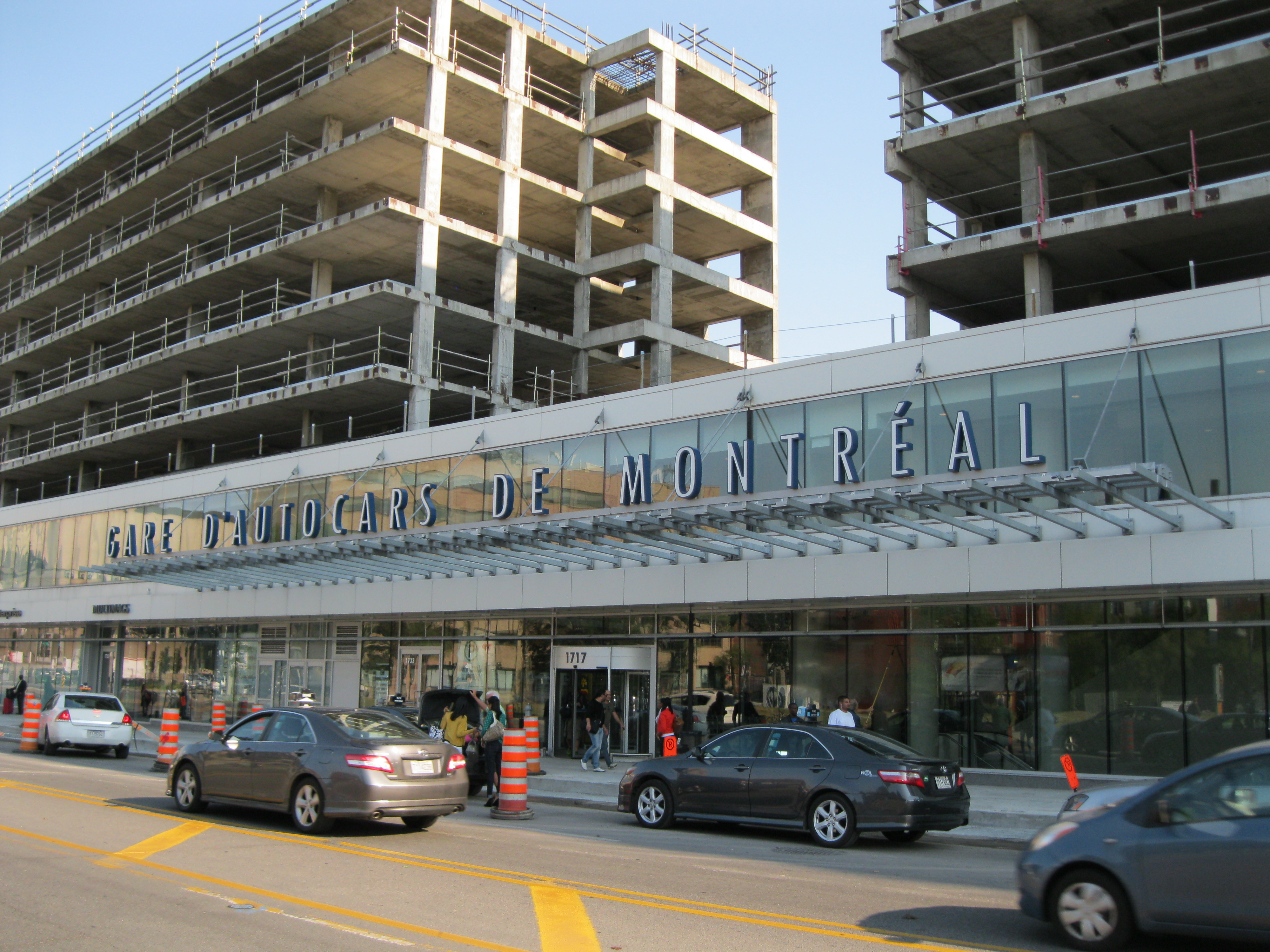
Eingangsbereich

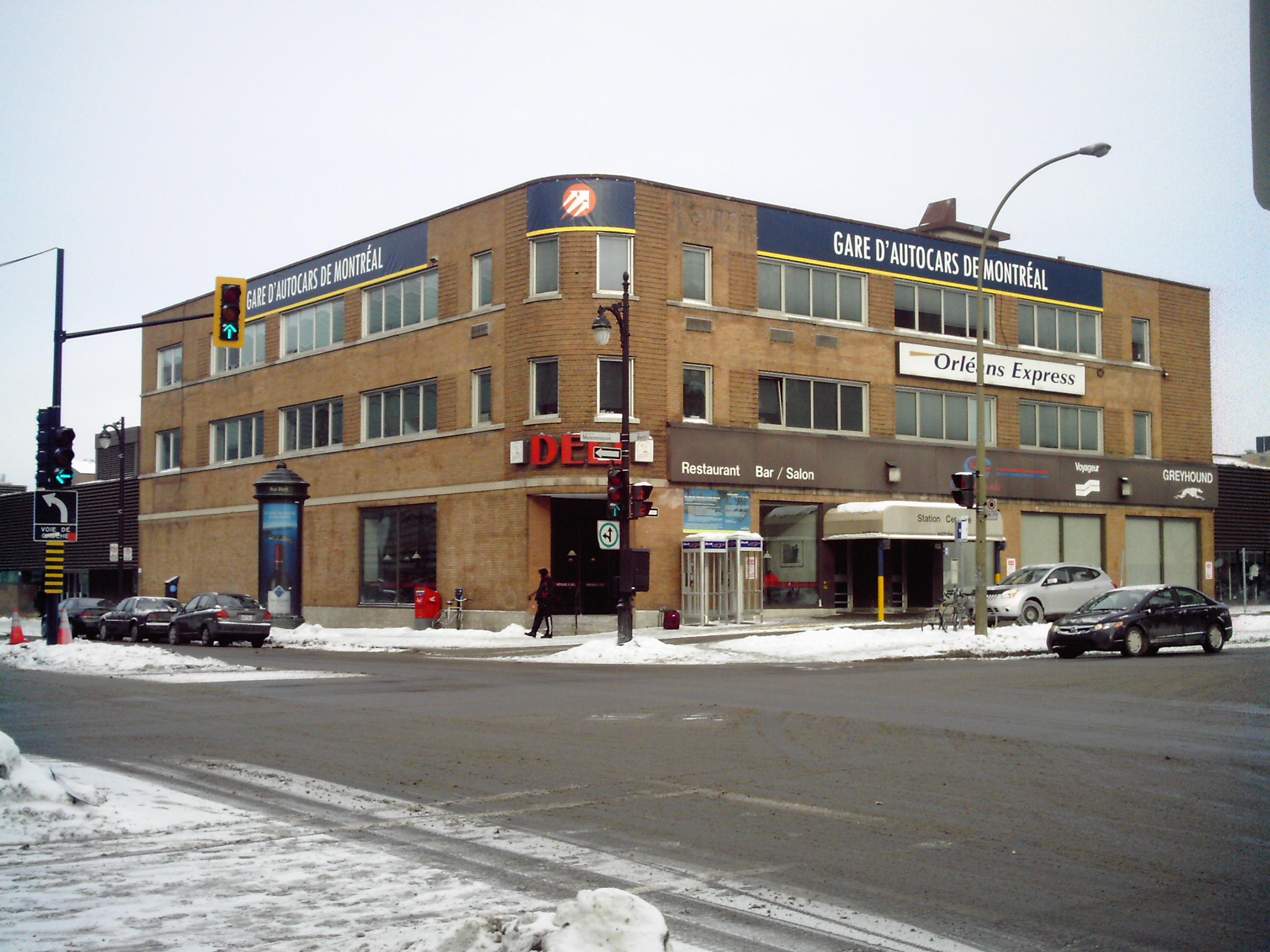
Altes Gebäude des Busbahnhofs

Der Gare d’autocars de Montréal ist ein staatlich betriebener Busbahnhof in Montreal. Er befindet sich im zentralen Bezirk Ville-Marie an der Kreuzung von Rue Berri und Rue Ontario Est. Der Busbahnhof ist Ausgangspunkt und Endstation der meisten Fernbuslinien. Es besteht eine Verbindung zur Station Berri-UQAM der Metro Montreal und zur Untergrundstadt.
Der neue Busbahnhof wurde 2011 eröffnet und ist komplett überdacht.

## Busgesellschaften
Verbindungen innerhalb der Provinz Québec:
- Bourgeois (Centre-du-Québec)
- Galland (Laurentides)
- Intercar (Saguenay, Saguenay–Lac-Saint-Jean, Charlevoix, Côte-Nord)
- Limocar (Estrie)
- Maheux (Abitibi-Témiscamingue)
- Orléans Express (Québec, Mauricie, Bas-Saint-Laurent, Gaspésie)
- Veolia Transport (Montérégie)
- Société de transport de Montréal (Expresslinie zum Flughafen Montréal-Trudeau)

Verbindungen außerhalb Québecs:
- Acadian Line (Seeprovinzen)
- Coach Canada (Kingston, Toronto)
- Greyhound Canada (Westkanada, Ottawa)
- Greyhound USA (Vereinigte Staaten)
- Adirondack Trailways (New York City)